# Desarrollo de la colección de una biblioteca

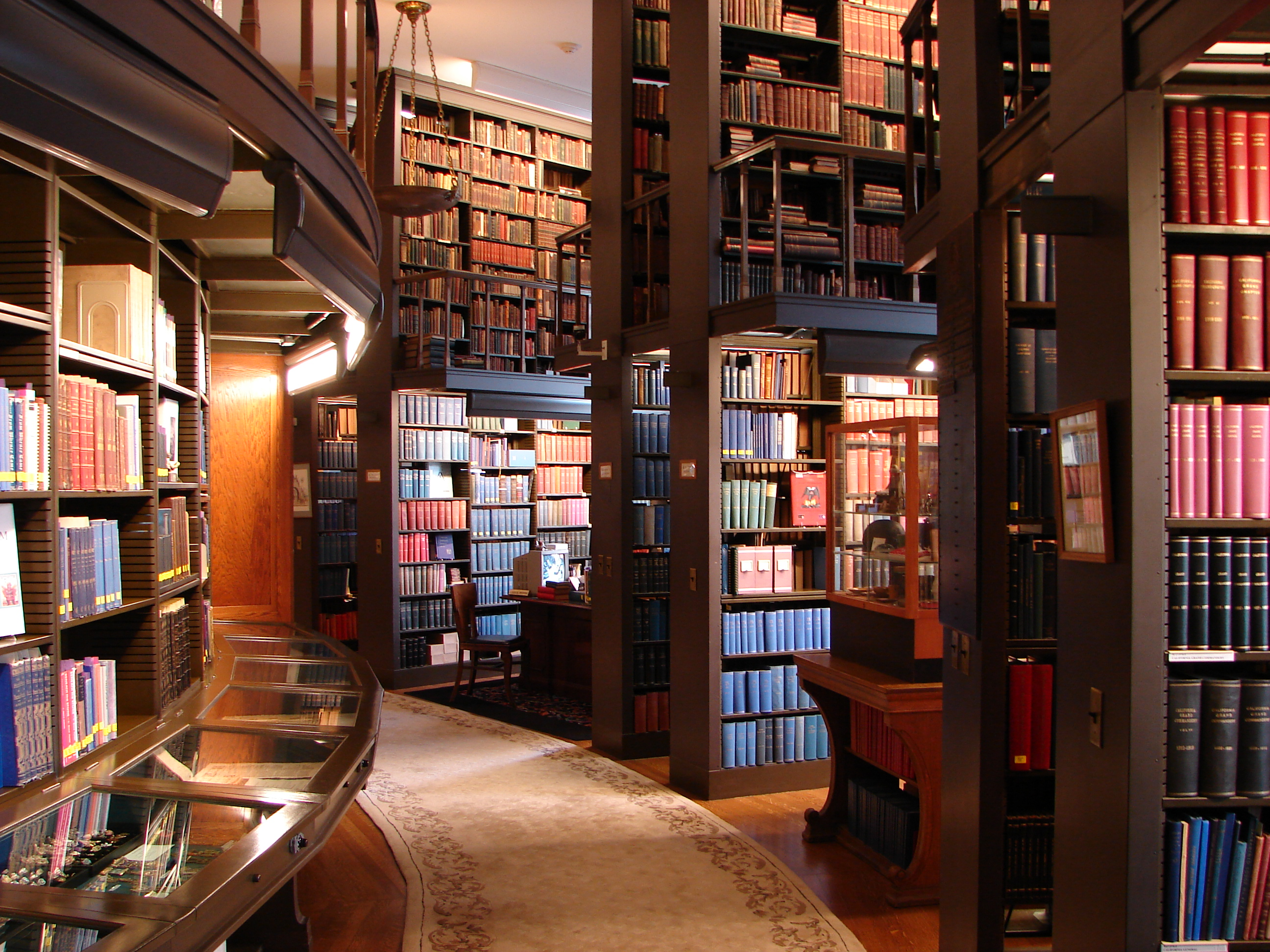
Vista parcial de los fondos (colección) de una biblioteca.

La gestión o desarrollo de la colección de una biblioteca «es un proceso que permite identificar las fortalezas y debilidades de la colección de materiales de una biblioteca con base en las necesidades de los usuarios y los recursos de la comunidad, y el intento de corregir las necesidades que se detecten». Este es un proceso integral que busca la construcción de una mejor colección acorde a las necesidades e intereses de una comunidad. En este proceso intervienen diversos factores internos y externos sobre los que se debe reflexionar si se pretende, como objetivo, "llevar la colección real a una situación futura ideal".
Se debe concretar en un programa escrito, accesible, revisado regularmente y acordado por la biblioteca  de acuerdo a sus fines.

## Evolución histórica: Selección y adquisición - Desarrollo de colecciones - Gestión de la colección
El término desarrollo o gestión de la colección en una biblioteca es relativamente nuevo en bibliotecología, y es el sucedáneo directo y evolutivo del proceso de selección que comenzó a germinar en Estados Unidos, en la segunda mitad del siglo XIX, preocupados por obtener un mayor control sobre la composición de la colección. Hasta ese momento, los criterios y posibilidades de adquisición no estaban fehacientemente organizados y dependían de las donaciones recibidas, o de criterios no estandarizados. 
A partir de la aparición e instalación del término selección, también comenzó a mencionarse el de expurgo o descarte. Cualquier análisis alrededor del término, incluye el tránsito entre los conceptos de Selección y adquisición, hasta lo que hoy se conoce como Desarrollo de colecciones. 
Las condiciones que propiciaron este tránsito, han tenido como centro la satisfacción del usuario en medio de un escenario caracterizado por el significativo aumento en la producción de publicaciones, una aguda crisis económica global que incidió en la operación de compra/venta de información y sobre todo las nuevas formas de presentación de la información asociado con el desarrollo vertiginoso de las nuevas tecnologías. 
La diferencia fundamental entre el concepto tradicional de selección y adquisición y el de desarrollo de la colección es que en el primero, todas las actividades se centraban alrededor del libro y su conservación y en el segundo se hace énfasis en las necesidades de la comunidad para satisfacerlas.
En cuanto a estas cuestiones referentes a la colección de materiales, Gabriel utiliza la palabra "desarrollo" y afirma: "Desarrollo de la colección es el proceso de planificar, construir y mantener los recursos de información de una biblioteca de modo que sea eficiente en su coste y relevante para sus usuarios". 
El estudio sistemático y profundo de las colecciones de las bibliotecas, se inicia a principios de la década de los '50, del pasado siglo XX. Ciertos hitos nos permiten explicar cronológicamente la transición entre los procesos de Selección y adquisición al de Desarrollo de colecciones:
- 1960: se crean normas para la selección y adquisición para bibliotecas y comienzan a contemplarse aspectos cuantitativos, relativos a la satisfacción del usuario que toman cuerpo a partir de 1970.
- 1970: en la revista "Library Resources and Technical Services", A.L.A. (American Library Association) intitulaba "Adquisiciones", término que involucraba todos los aspectos antes desacritos. En 1974 todo el proceso de selección y adquisición se modificaba a la denominación de "Recursos".
- 1975: se desarrollan las normas para biblioteca universitarias norteamericanas, ajustando la selección sobre la base de la comunidad a la que va a asistir, lo que demuestra claramente el cambio en el paradigma de las bibliotecas modernas respecto de las tradicionales: la biblioteca debe adecuarse a su comunidad de usuarios en función de lograr la satisfacción de las demandas de información.
- 1977: la A.L.A. publica "Pautas para la formulación de políticas de desarrollo de colecciones".
- 1980: finalmente, se universaliza el término "Desarrollo de colecciones" dejándose de lado el de "Recursos".[3]

No obstante, a partir de los años '80 del siglo pasado, ciertos autores comienzan a utilizar la denominación Gestión de la colección a lo que hasta entonces se había denominado Desarrollo de la colección. Si bien no hay acuerdo sobre el uso de una u otra terminología, y algunos autores la utilizan indistintamente, existen ciertas diferencias conceptuales entre ambos. Según Fuentes Romero Desarrollo de la colección se referiría a la selección y adquisición de los materiales para la expansión de la colección, así como a las decisiones respecto a cuales son los materiales que habría que incluir en la colección, mientras que Gestión de la colección, comprendería lo anterior y además podría incluir:
- La asignación y distribución balanceada del presupuesto entre libros, publicaciones periódicas y actividades de conservación.
- La decisión de adquirir el acceso a los recursos electrónicos y otros medios por la compra o suscripción.
- Las decisiones relativas a la localización de los materiales.
- El control y fomento del uso de la colección.
- Cuestiones relativas a la conservación y disponibilidad de los materiales en función del usuario más que de la colección per se.

Derivado de lo anterior, podríamos entonces decir que las etapas del desarrollo de las colecciones consisten en la selección, la adquisición, la evaluación, la conservación y preservación y el descarte (expurgo).

## Objetivos
En relación con los objetivos del desarrollo de la colección Gómez Hernández, recurre a Mesa y Taladriz y a su estructura de los objetivos. En este sentido sostiene que los mismos deben definirse en relación con la composición de la colección, a los usuarios y a la institución:
- Relativos a la colección: debe promoverse la exhaustividad, una cantidad y tipología adecuada de materiales, un control del crecimiento (evitando blancos de colección), expurgo de los materiales de consulta y del fondo bibliográfico en función de su actualidad y condiciones de conservación, apuntando siempre a mantener material bibliográfico suficiente y adecuado.
- Relativos a los usuarios: la colección debe ser rápida y fácilmente accesible y disponible. Debe ser adecuada a la demanda, tener una alta usabilidad, ser pertinente y adecuada a la demanda.
- Relativos a la institución: la colección debe contribuir a la concreción de los objetivos institucionales.

## Elementos o factores
La gestión o desarrollo de la colección es un conjunto de procesos basados en las necesidades de información de la comunidad de usuarios, que, a partir del diseño de políticas que aseguren un análisis continuo de fortalezas, debilidades (entorno interno), oportunidades y amenazas (entorno externo) y tomando en consideración las posibilidades de cooperación que pueda obtener, se enfoca hacia el logro de la satisfacción de la demanda. En ese análisis continuo del entorno interno y externo de la organización, es posible distinguir tanto elementos estructurales como elementos dinámicos. Los primeros se corresponden al entorno interno de la organización, siendo indispensables para llevar adelante un plan o programa de desarrollo de colecciones. En cambio, los elementos o factores dinámicos se configuran a partir de la estrecha relación de la organización con la comunidad a la que asiste, en constante cambio.

### Factores Internos
- Misión de la biblioteca : la declaración de la misión de la biblioteca establece el marco de una política de desarrollo de colecciones; actúa como guía del trabajo diario. Si es clara y concisa, será punto de referencia para avalar las decisiones de los responsables de la gestión. Por esta razón, debe ser revisada continuamente. La misión debe responder a estos interrogantes: ¿Quiénes somos? ¿Para qué estamos aquí?
- Presupuesto: constituye la versión monetaria del plan de acciones a seguir; es un documento, una fuente de información indispensable, una herramienta que afecta a la distribución de recursos. La esencia del presupuesto es distribuir los recursos, teniendo en cuenta un acuerdo entre objetivos.

- Responsables:  los responsables del desarrollo y gestión de la colección son la pieza fundamental del sistema, de ellos depende la organización y la forma en que se buscará alcanzar los objetivos propuestos. No debe considerarse como responsables solo a los bibliotecarios, en lo referente a bibliotecas escolares la colaboración, el asesoramiento y el compromiso de los diferentes docentes en el análisis de los factores que afectan la colección es tan fundamental como la toma de decisiones que de éste análisis se desprende. Por ello, resulta primordial que los bibliotecarios generen la integración con el resto del personal.
- Políticas:  son aquellas normas que deben regir todo el proceso del desarrollo de la colección de una institución. Generalmente se desprenden de la experiencia, tienen en cuenta los estándares y las características propias de la biblioteca y su comunidad de usuarios. La finalidad de las políticas es orientar en la toma de decisiones en cada una de las etapas y mantener una unidad y continuidad de criterios, por esa razón deben estar escritas en un documento para ser consultadas cada vez que la ocasión lo requiera. Es importante que en la redacción de las mismas se tenga en cuenta cada uno de los factores que influyen en la colección. Es así que en las Políticas de Desarrollo de Colecciones  existirán políticas para: redacción y modificación de la misión, proceso para la asignación y distribución del presupuesto, determinación de los responsables que tendrán injerencia en cada etapa, manera en que ha de realizarse la evaluación de la colección, estudio de la comunidad, cooperación bibliotecaria, selección y adquisición del material que pasará a formar parte del fondo.

### Factores Externos
Estudio de la comunidad de usuarios:Se entiende por usuario a toda persona o grupo de personas que hace uso de los recursos y servicios de la biblioteca para satisfacer necesidades de formación, información y recreación. Los estudios de usuarios intentan, a través de métodos cualitativos y cuantitativos, analizar aspectos relevantes de estos usuarios, a fin de utilizar las conclusiones resultantes para la toma de diversas decisiones, entre ellas: Evaluar los servicios de la biblioteca desde la óptica del usuario; conocer las necesidades, intereses y expectativas de información, formación y recreación  de los usuarios tanto reales (aquellos usuarios que hacen uso de la biblioteca) como potenciales (aquellos que podrían llegar a ser usuarios); detectar problemas para adecuar, agregar o quitar servicios. 
Evaluación de la colección: La detección de fortalezas y debilidades de una colección solo pueden determinarse si se realiza una evaluación de la misma forma sistemática y teniendo en cuenta los otros factores que intervienen en el desarrollo de la colección. Es un análisis profundo del fondo bibliográfico, un conjunto de estudios y operaciones que la biblioteca desarrolla para comprobar hasta que punto la colección responde a las necesidades de sus principales grupos de usuarios.
Este análisis puede hacerse a través de métodos cualitativos y/o cuantitativos. 
Cooperación:  La cooperación bibliotecaria implica compartir recursos y/o servicios para un beneficio real o potencial de las bibliotecas cooperantes. Permite al usuario acceder a documentos que no se poseen físicamente, pero que pueden solicitarse a otra unidad de información y la formación de un catálogo colectivo por parte de los profesionales de la información. 
Selección y Adquisición: La selección es uno de los procesos que requiere de mayor reflexión y dedicación. La multiplicidad de documentos, el crecimiento exponencial de la información, la diversificación de las necesidades de los usuarios, las limitaciones que imponen los presupuestos y la falta de espacio hacen que el profesional se enfrente continuamente a la necesidad de seleccionar el material que compone el fondo documental. 
Es un proceso de análisis intelectual, basado en principios tradicionales convertidos en políticas y procedimientos internos de cada Unidad de Información. 
Una vez que los responsables de la selección determinaron cual es el material necesario comienza el proceso de la adquisición, el material de una biblioteca puede ingresar por compra, donación, gestión para la suscripción, creación de una base de datos con artículos de interés o depósito legal.

## Ejemplos
- Facultad Latinoamericana de Ciencias Sociales (FLACSO Argentina)Biblioteca de Ciencias Sociales “Enzo Faletto”
- Instituto de Investigaciones Bibliotecológicas (INIBI) Archivado el 10 de junio de 2013 en Wayback Machine.
- Universidad Carlos III de Madrid